# Gauliga Mittelrhein 1937/38
Die Gauliga Mittelrhein 1937/38 war die fünfte Spielzeit der Gauliga Mittelrhein des Deutschen Fußball-Bundes. Da der Kölner CfR und der Kölner SC 1899 zum VfL Köln 1899 fusionierten, wurde die Gauliga in dieser Saison mit zehn Mannschaften in einer Gruppe im Rundenturnier ausgespielt. Ursprünglich setzte sich Alemannia Aachen durch und wurde Gaumeister. Der SV Beuel 06 legte jedoch Protest gegen eine Spielwertung ein und bekam am grünen Tisch zwei Punkte aus einem verlorenen Spiel zugesprochen, wodurch sie Mittelrheinmeister wurden. Für die Teilnahme an der deutschen Fußballmeisterschaft 1937/38 war es jedoch zu spät, bei dieser trat Aachen an. Die Aachener erreichten in einer Gruppe mit Hannover 96, dem 1. FC Nürnberg und dem FC Hanau 93 den dritten Platz, welcher nicht zum Weiterkommen ausreichte. Der Bonner FV 01 und der Kölner BC 01 stiegen ab, im Gegenzug stiegen SSV Troisdorf 05 und TuS Neuendorf aus den Bezirksligen auf.

## Abschlusstabelle
| Pl. | Verein               | Sp. | S | U | N  | Tore    | Quote | Punkte |
| --- | -------------------- | --- | - | - | -- | ------- | ----- | ------ |
| 1.  | SV Beuel 06          | 18  | 9 | 7 | 2  | 025:200 | 1,25  | 25:11  |
| 2.  | Alemannia Aachen (N) | 18  | 9 | 6 | 3  | 032:210 | 1,52  | 24:12  |
| 3.  | VfL Köln 1899 A      | 18  | 6 | 8 | 4  | 043:280 | 1,54  | 20:16  |
| 4.  | Mülheimer SV 06      | 18  | 7 | 6 | 5  | 034:340 | 1,00  | 20:16  |
| 5.  | Rhenania Würselen    | 18  | 7 | 4 | 7  | 034:290 | 1,17  | 18:18  |
| 6.  | SpVgg Sülz 07        | 18  | 6 | 4 | 8  | 030:300 | 1,00  | 16:20  |
| 7.  | TuRa Bonn            | 18  | 5 | 5 | 8  | 020:250 | 0,80  | 15:21  |
| 8.  | VfR Köln 04 rrh. (M) | 18  | 5 | 4 | 9  | 029:360 | 0,81  | 14:22  |
| 9.  | Bonner FV 01         | 18  | 6 | 2 | 10 | 026:340 | 0,76  | 14:22  |
| 10. | Kölner BC 01         | 18  | 6 | 2 | 10 | 019:350 | 0,54  | 14:22  |

| (M) | Titelverteidiger               |
| (N) | Aufsteiger aus der Bezirksliga |